# Simurg

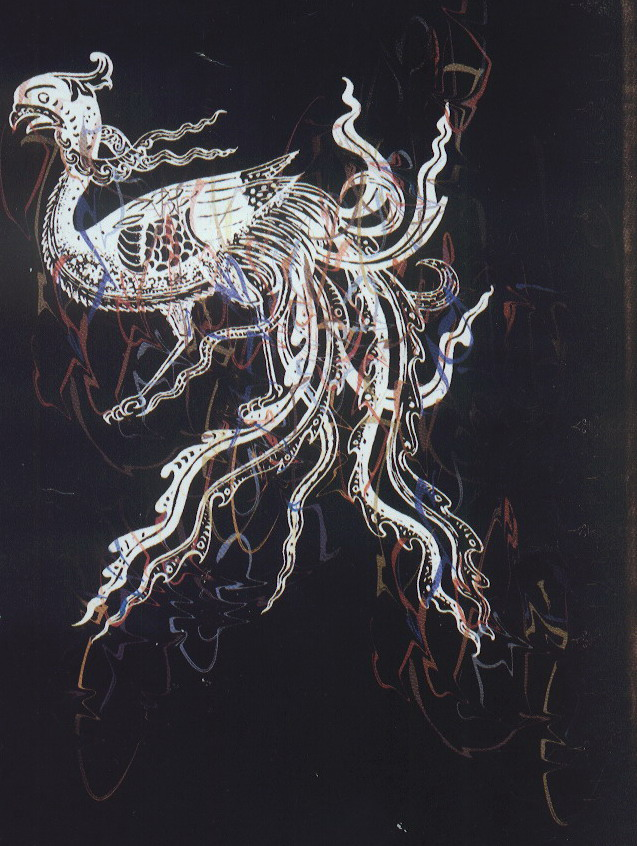
Simurgh

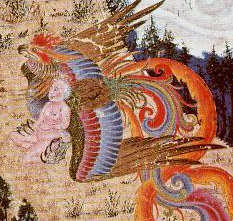
Simurgh

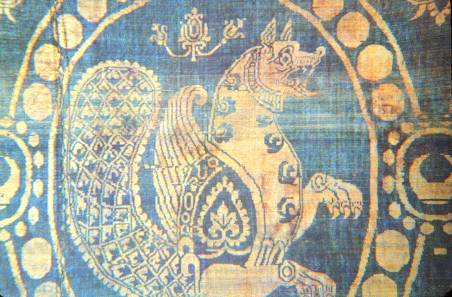
Simurgh

Simurg, anche noto con i nomi di Simurgh, Semuru o Senmurv (in persiano سیمرغ‎, Sīmurgh), era secondo la mitologia persiana, l'uccello che viveva – come tramandano anche i racconti metafisici di Sohravardi – sull'albero dei semi, l'Albero Tūbā, da cui erano generate le sementi di tutte le piante selvatiche, posizionato accanto all'albero dell'immortalità (secondo alcuni studiosi, l'albero era invece l'albero della scienza, paragonato a Yggdrasill delle leggende scandinave).
Il suo nome deriva dall'avestico Saena Meregha (Saena=Aquila Meregha=Uccello), attraverso il medio-persiano sēnmurw dal più antico sēnmuruγ, attestato anche nel medio-persiano Pāzand come sīna-mrū.

Il termine medio-persiano deriva a sua volta dall'avestico mərəγō Saēnō "l'uccello Saēna", originariamente un rapace, come un'aquila, un falcone o uno sparviero, come è possibile dedurre dal sanscrito śyenaḥ ("rapace, aquila, uccello predatore") che appare anche come una figura divina.

## Caratteristiche
Il compito principale del Simurgh era quello di far cadere a terra i semi dell'albero che lo sosteneva, posandovisi sopra.

Le sue penne avevano proprietà magiche e taumaturgiche e le sue ali, quando spiegate, creavano una spessa foschia sulle montagne. Viveva solitamente sulla cima degli inaccessibili picchi caucasici e in modo analogo all'uccello Garuḍa, odiava i serpenti e combatteva i Nāga.
Sotto il profilo storico-religioso il dragone non è simbolo maligno, bensì dell'ansia di conoscenza e nelle più antiche fonti iraniche il Simurgh è descritto come un uccello gigantesco, per molti versi simile al Roc, oppure come simile al Grifone, in parte cane e in parte uccello, e assume il ruolo di unificatore del cielo con la terra. Al contrario, i commentatori moderni ne hanno abbassato il prestigio, fino a dipingerlo come un colorato uccello di corte; Gustave Flaubert lo descrive come un uccello dalla testa umana, il piumaggio aranciato, dotato di 4 ali, e lunga coda di pavone.
Per certe sue caratteristiche il Simurg ricorda anche altri uccelli mitologico come il Turul della tradizione turco-ungherese.

## Leggende e fonti del mito
(Farid al-Din 'Attar, Il Verbo degli uccelli)
Nella tradizione Sufi, il Simurgh raffigura Dio, ma anche l'anima capace di guardare come l'Essere Divino. Tale idea si trova nel poema persiano del XIII secolo Il Verbo degli uccelli, di Farid al-Din 'Attar, che narra di come tutti gli uccelli della terra decisero di andare in cerca del Simurgh; dopo aver sorvolato le otto vallate della Ricerca, dell'Amore, della Conoscenza, dell'Indipendenza, dell'Unificazione, dello Stupore, dell'Abbandono e dell'Annientamento, rimasero solo in trenta per cercare la creatura, il cui nome significa proprio trenta (Sīmurgh: sī-murgh: trenta uccelli), ma si accorsero che l'asprezza del viaggio li aveva purificati, trasformando loro stessi in Simurgh: «C'erano due Simurgh, e tuttavia ce n'era uno solo; e tuttavia erano due». Il senso anagogico è che, con l'unione, si giunge al Tutto (3x10) e così a Dio, somma di tutti gli esseri.
In arabo il Simurgh è noto come ʿAnqāʾ. Altre fonti gli attribuiscono caratteristiche simili a quelle dell'Anqā, l'Araba Fenice – che guarisce le pene dell'anima con il solo moto delle ali–: poteva vivere 1700 anni, ma si dava fuoco quando nascevano piccoli del sesso opposto.
Una leggenda del Kashmir racconta di un re che catturò un Simurgh per ascoltarne il leggendario canto, ma l'uccello si rifiutò di cantare; la moglie del re quindi, ricordando che un Simurgh canta solo quando vede un proprio simile, mise uno specchio davanti alla gabbia, ma il Simurgh, contemplandosi, cantò una melodia tristissima e morì.
Secondo Zakariyya al-Qazwini, l'ʿAnqāʾ – detto anche Rukh – è il più grande degli uccelli, poiché risulterebbe capace di sollevare un elefante come un falco ghermisce un topolino. Inoltre si supponeva che l'ʿAnqāʾ avesse il dono della ragione e della parola.
Il Simurgh assecondò gli eroi della mitologia persiana, come Zāl e Rostam, che accecò Esfandiyār con il riflesso dell'uccello divino sulla corazza, e trafisse l'occhio dell'avversario con una freccia munita di una piuma del Simurgh.

L'uccello Simurgh compare anche in una quartina di ʿUmar Khayyām: 
(Omar Khayyam, Roba'iyyat, quartina 220)
 Esso divenne un essere proverbiale, come dimostrano i versi di un intermezzo della favola Il Falco e il giovane Corvo del persiano Ḥusain Wāʿiẓ Kāšifī (1461–1504): «La distesa della Terra è il Suo desco, cui tutti possono accedere. A questo banchetto, l'amico e il nemico stanno uno accanto all'altro, e Dio apparecchia la tavola con tale abbondanza di beni che l'Uccello Simurgh, sul Monte Qāf, può trovarvi il suo cibo quotidiano».